# Liste der Serie-A-Stürmer des Jahres (Italien)
Der Titel Bester Goleador des Jahres (teilweise auch Bester Kanonier des Jahres genannt) war eine im Bereich der Sportart Fußball zwischen 2006 und 2010 jährlich an den besten Stürmer der Serie A im abgelaufenen Kalenderjahr vergebene Auszeichnung. Die Auszeichnung war eine Nebenkategorie der sogenannten Oscar del Calcio.

## Ehrungen
| Jahr | Spieler               | Verein                  |
| ---- | --------------------- | ----------------------- |
| 2006 | Luca Toni*            | AC Florenz              |
| 2007 | Francesco Totti*      | AS Rom                  |
| 2008 | Alessandro Del Piero* | Juventus Turin          |
| 2009 | Diego Milito          | CFC Genua Inter Mailand |
| 2010 | Antonio Di Natale*    | Udinese Calcio          |

* in der abgelaufenen Saison Torschützenkönig der Serie A